# ホールデン・コモドア

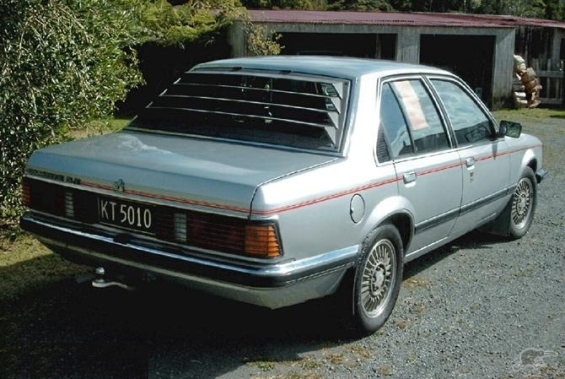
VHコモドア（リア）

コモドア（Commodore ）は、オーストラリアの自動車メーカーで、GMの子会社であるホールデンがかつて生産（4代目まで）と販売を行っていた乗用車である。

## 歴史

### 初代（1978年 - 1988年）

#### VB
ホールデン・HZキングスウッドの後継車。なお、HZキングスウッドは1980年3月30日にフェイスリフトされたVCコモドアの生産開始まで販売された。
プラットフォームはGM・Vプラットフォームが用いられ、ボディシェルはオペル・レコルトをベースとしたが、より大型のホールデン製直6あるいはV8エンジンを搭載するため、フロント周りはオペル・セネターの物が移植されており、見た目はオペル・コモドーレと似た物となった。またオーストラリア奥地の厳しい路面状況等に適応するため、ボディ剛性の強化が図られ、その開発費用は1億1,000万オーストラリア・ドル以上であったと報告されている。
OHVエンジンは主にキングスウッドのものがキャリーオーバーされ、直6 2.85L、直6 3.3L、V8 4.2L、V8 5Lのエンジンが搭載された。なお、これらのエンジンはカバー部分が赤く塗られていたため、レッドモーターと呼ばれる。トランスミッションには4速MTと3速ATが用意され、V8 5Lエンジンにはターボハイドラマティック350/400（3AT）が用意された。
総計で95,906台が生産され、1979年にはオーストラリアで最も売れた車となった。また、リーズナブルな価格設定と、優秀なエンジンによって、1979年にホイールズマガジン誌のカーオブザイヤーに選ばれた。
グレード構成は、コモドア、コモドアSL、コモドアSL/Eの3種類が用意された。ただし、ワゴンにはSL/Eグレードは用意されなかった。
- 1978年10月26日 - 発売。
- 1979年7月24日 - ワゴン発売。
- 1980年3月 - 生産終了した。

#### VC
VBコモドアのマイナーチェンジモデル。特徴としては、エッグクレート格子型のフロントグリルが挙げられる。
VBコモドアに改良が加えられ、コモドアのオーストラリアのベストセラー車としての地位を保守した。
最大の変更として、シリンダーヘッドやカムシャフト、ピストン、キャブレターなどを一新した新型のXT5型エンジンを搭載し15%-25%燃費を向上した。新型のエンジンカバーは青色で塗装されており、VBコモドアのレッドモーターと対比させてブルーモーターとも呼ばれていた。また、新たに1.9L 4気筒エンジンが搭載された。なお、このエンジンはスターファイア4と呼ばれ、2.85L 6気筒ブルーエンジンから2気筒が取り外されたものであった。トランスミッションについてはコモドアVBと同一であった。
そのほか、ハンドリングやドライブフィールを向上させるためにサスペンションの変更を行い、クルーズコントロールなどのオプションが追加された。また、エクステリアデザインの小変更も行われた。
グレード構成は、新グレードのLが加えられ、L、SL、SL/Eの4種類が用意された。
- 1980年3月30日 - 販売開始。
- 1981年10月 - 生産終了、総計で121,807台が生産された。

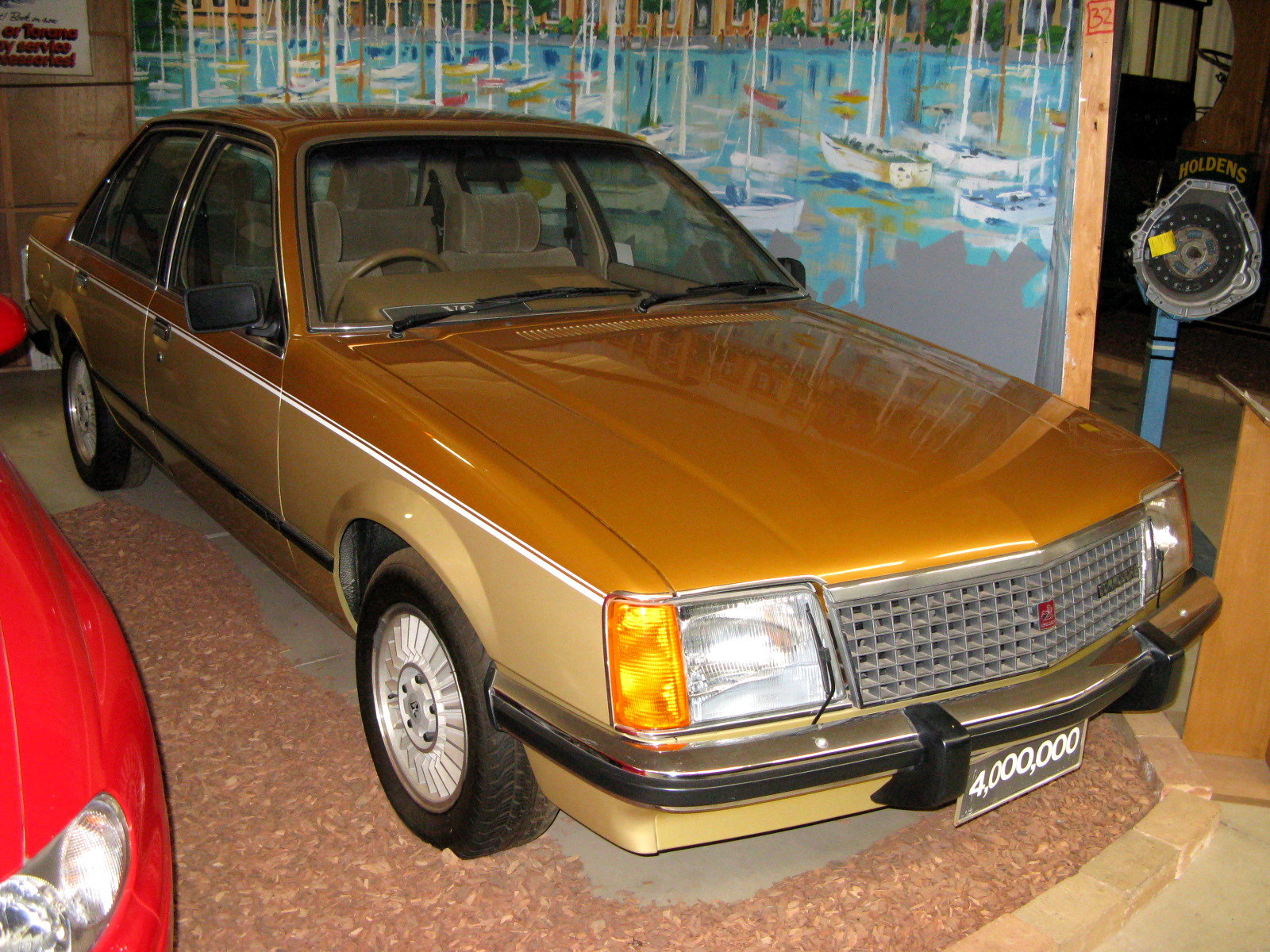
セダン
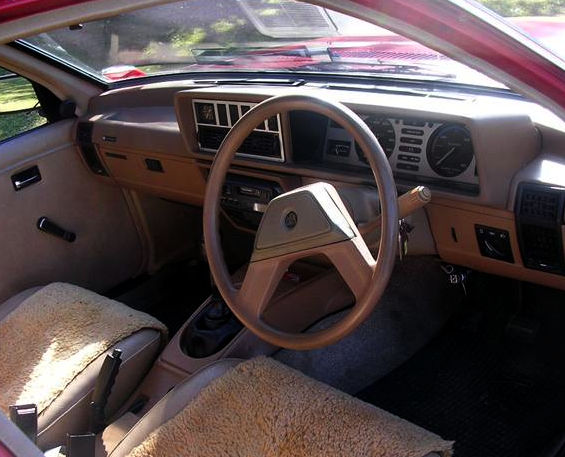
インパネ

#### VH
VCコモドアのマイナーチェンジモデル。車高を低く、車幅を広く見せるためにホライゾンタルフラットグリルを用いてフェイスリフトされた。
エンジンはVCコモドアと同一のものを用いたが、1.9Lおよび2.85Lエンジンは燃費向上のため改善され、それぞれ12.5%と14%燃費の向上がなされた。
さらに、4気筒1.9Lと6気筒2.85Lエンジン搭載車にはオプションでトランスミッションを5速MTにすることができるようになった。
グレード構成は、SL、SL/X、SL/Eの3種類となった。SL/Eには初めてクルーズコントロールと平均燃費、平均速度を測定するトリップコンピュータが標準装備となり、また、トリップコンピュータについてはSL/Xにもオプションで装備できた。また、ワゴンにはSL/Eグレードは用意されず、SLとSL/Xのみが用意された。
1979年に第二次オイルショックが解決し、フォード・ファルコンにベストセラー車としての地位を譲った。
- 1981年10月5日 - 販売開始。
- 1982年 - スポーツモデルのSSが発売され、それ以来コモドアの中心的なモデルとなった。SSはV8 4.2Lエンジン搭載車では標準で、さらにスペック向上版のステージ1、ステージ2、ステージ3が用意された。なお、ステージ3については5L V8エンジン搭載モデルに適用された。生産はピーター・ブロック ホールデンディーラーチーム工場で行われた。
- 1983年 - SLグレードにエクゼクティブパックが追加された。さらに、1981年、1982年、1983年それぞれクリスマス頃に特別仕様車のバケーショナーが発表された。
- 1984年2月 - 生産終了。

#### VK
VHコモドアのマイナーチェンジモデル。プラスチックバンパーや、6ウインドウデザインが初めて用いられた。またテールライトやフロントグリルのデザインが変更され、LEDなどを用いたダッシュボード内の小変更が行われた。
エンジンは2.85Lと4.2Lエンジンは廃止され、5L V8エンジン（ただし後の1985年にオーストラリアの規制により4.9Lエンジンに変更される）と、ブルーエンジンより少し出力および燃費が向上された、2種類の直4 3.3Lブルーエンジンが搭載された。また、ニュージーランド市場においては引き続き1.9Lエンジンが搭載された。
ベースグレードがSLの代わりに、エクゼクティブ (Exective) となり、オートマチックトランスミッションやパワーステアリングなどが装備された。また、SL/Xはベルリーナ (Berlina) に、SL/Eはカレー (Calais) となった。ワゴンモデルはエクゼクティブとベルリーナのみのグレード構成となった。ただし、特別仕様車のバケーショナーの名前は再び用いられた。また、SSシリーズも存在し、V8 4.9Lエンジン搭載車の性能向上版と、限定車のLM5000とSSグループ3、およびSSグループAと、カレーディレクターセダンが用意された。
モータースポーツについては、バサースト1000において、1984年のグループCと、1986年のグループAで優勝し、ホールデン車で初めて、モータースポーツで活躍をした車であった。
組み立てはニュージーランドウェリントン近くのGMトレンサム組立工場でも行われ、現地でも販売された。オーストラリア国内仕様とは若干異なるテールランプやホイール・デザインが採用され、1.9Lエンジンも搭載された。さらに、カレーの代わりに4気筒および6気筒エンジンを搭載したロワイヤルが販売された。
- 1984年2月 - 販売開始。
- 1986年2月 - 生産が終了され、総計で135,705台が生産された。

#### VL
VKコモドアのマイナーチェンジモデルで、初代コモドア最後のモデル。
これまでのモデルとは大きくデザインを変更し、全体的にデザインが流線形にまとめられ、トランクリッドには小型のスポイラーが取り付けられた。ヘッドライトのデザインも大幅に変更されて、横長のものが採用され、カレーにはユニークなハーフヘッドライトカバーが装備された。
インテリアについても小変更が施され、スイッチ類の配置変更や、ダッシュボードの一新などが行われた。
エンジンは、直列6気筒エンジンについては、以前のブラックエンジンに代わり、日産自動車のOHC 3L RB30Eエンジンが輸入され搭載された。日産製のエンジンを用いた理由は、1987年1月1日からオーストラリアの規制により、燃料に無鉛91オクタン価を用いなければならないようになり、ブラックエンジンが無鉛ガソリンに適応できなかったためである。さらに、6ヶ月後にはターボ搭載の150kW (200hp) のRB30ETが搭載された。なお、日産自動車に対してはGMが4速ATを供給した。また、MT車には日産のMF5が、ターボ車にはMX7が用いられた。また、ニュージーランドにおいては、同じく日産製の6気筒 2L RB20Eも搭載し、トランスミッションは、ジヤトコの4速ATが用いられた。
V8エンジンについては、当初1983年にライバル車のフォード・ファルコンのV8モデル製造中止が決定していたため、無鉛ガソリンに適応させずに製造中止になることが考えられていた。しかし、メディアによる「V8s 'til 98」というキャンペーンにより、生産の継続が決定され、結局ホールデンのV8エンジンは1999年まで生産が継続された。V8 5L (4,987cc) エンジン搭載車は1986年10月にSSと共に発売された。このエンジンはトルク、出力ともに向上し、出力122kW (164hp) 、トルク323N·m (238ft·lbf) を誇る。トランスミッションは3速ATと、ボルグワーナーT-5 5MTが用いられた。
グレード構成は、VKコモドアとほとんど変わらないが、ワゴンモデルにもカレーが台数限定で販売された。また、1988年にはボディカラーがシャンパンの特別仕様車、シリーズ200が販売された。
- 1986年2月 - 販売開始。
- 1988年8月 - 生産が終了され、総計で151,801台が販売された。

### 2代目（1988年 - 1997年）

#### VN
コモドアが2代目にモデルチェンジし、ミディアムクラスセダンからフルサイズセダンにクラスアップした。オペル・セネターおよびオペル・オメガをベースとし、先代同様にGM・Vプラットフォームを用いているが、先代よりも全長、全幅が増加した。そのため、ライバル車のフォード・ファルコンと同クラスとなった。
オーストラリア・ドルと日本円、アメリカ合衆国ドルの変動により、日産製エンジンを搭載することが困難になり、代わりにアメリカ製の旧型のビュイックエンジンをベースとする独自の90°V6エンジンを製造した。ただし当初はビュイックのエンジンが輸入されていた。またV8エンジンは、出力が165kWに増加した。両エンジンは静寂性は優れていなかったが、パフォーマンスにおいては評価された。
また、ニュージーランド市場や、シンガポール市場向けに、オペル・ベクトラAに搭載されるファミリーII 4気筒 2Lエンジンが搭載されるモデルも生産され、ホールデン・ベリーナの名称で販売された。また、このモデルはジヤトコ製4速ATが用いられた。なお、ニュージーランド市場においては当初3LのVLコモドアと併売がなされた。
グレード構成は、エクゼクティブ、S、SS、ベルリーナ、カレーが用意された。また、5Lエンジンやスポーツサスペンションなどを搭載したオーストラリアおよびニュージーランド警察向けのBT1あるいはポリスパックや、特別仕様車のバケーショナー、ニュージーランド市場向けのV6エンジンを搭載するスポーツモデル、GTSが存在した。
- 1988年8月17日 - モデルチェンジ、この年ホイールズマガジン誌のカーオブザイヤーに再び選ばれた。
- 1989年9月 - 新設計のカムシャフトスプロケットやタイミングベルトなどを採用したエンジンおよび、それに適応させたトランスミッションを装備したシリーズIIが発売された。このモデルは、ボブ・ホーク政権におけるバトンプランによって、トヨタ自動車でレクセン（Lexcen ）として販売された。その後、トヨタ・カローラおよびトヨタ・カムリが、それぞれホールデン・ノバおよびホールデン・アポロとして販売された。
- 1990年8月 - クーペモデルのホールデン・VGが発表された。この年ニュージーランド市場での販売が終了。

1991年10月 - 生産が終了され、総計で215,180台が生産された。

#### VP
VNコモドアのマイナーチェンジモデル。主に、フロントグリルなどのエクステリアデザインが変更され、またエクゼクティブには半透明のアクリルグリルが採用された。
エンジンは、VNコモドアと同じV6 3.8LエンジンおよびV8 5Lエンジンを搭載したが、V6エンジンに関しては出力が2kW向上され、また静寂性も向上された。ただし、ニュージーランド市場用に用いられていた直4 2Lエンジンは廃止された。
グレード構成は、エクゼクティブ、S、SS、ベルリーナ、ベルリーナLX、カレーの6グレード構成で、ベリーナはカレーよりも安い上級グレードで、ベルリーナLXは、中級グレードであった。
特別仕様車としてV8エンジンを搭載するSSにV6エンジンを搭載したSS V6、先代同様警察向けのBT1、1992年10月に販売されたバケーショナー、ハイパフォーマンスモデルのGTSおよび、1992年9月に300台限定で発売されたカレーベースのカレーインターナショナルが存在する。
- 1991年9月 - 発表された。
- 1993年7月 - 販売終了。

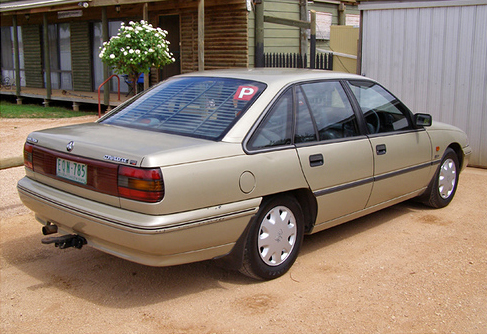
リア（セダン）
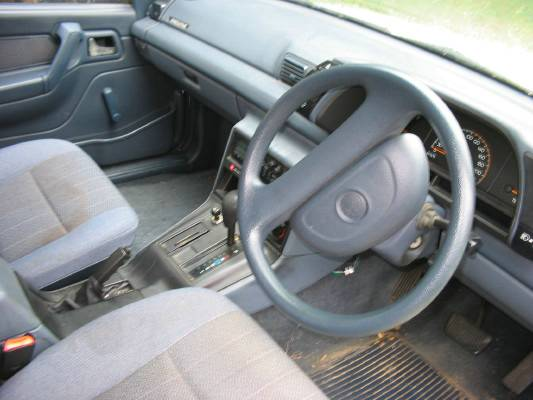
インパネ

#### VR
エクステリアデザインがより流線形になり、また、アンチロック・ブレーキ・システム (ABS) などの安全装備の強化なども行われた。
最大の変更点として、リアのホイールアーチの形状が、従来の台形から円形に変更されたことが挙げられ、テールランプについては、視認性の向上のため位置が上部に移動した。
また、カレーとアクレイム（Acclaim、新グレード）には、ABSブレーキやインディペンデント・サスペンションがオートマチック車のみに装備されたが、オーストラリア車では初めての採用となった運転手用サイドエアバッグが装備された。
トランスミッションについては、GMの4L60-Eトランスミッションがターボ・ハイドロマティック700R4 (TH700) として用いられた。
グレード構成は、エクゼクティブ、アクレイム、S、SS、バリーナ、カレーの6構成で、新グレードのアクレイムはエクゼクティブの安全性を強化したものであった。
また、このモデルはV6エンジンやトランスミッションなどを含めて頑丈であったが、旧式の塗料を用いていたため、塗料が酸化されることがしばしばあった。
- 1993年7月 - VPコモドアのマイナーチェンジモデルとして発売され、この年ホイールズマガジン誌のカーオブザイヤーに3度目に選ばれた。
- 1995年4月 - 生産終了した。

#### VS
VRコモドアのマイナーチェンジモデルとして発売された、2代目コモドア最後のモデルである。エクステリアデザインはあまり変更されず、ホイールのデザインとホールデンのロゴマークのみが変更された。
エンジンについては新設計されたビュイックのV6エンジンを用いた。このエンジンはVRコモドアのものと比べ、出力が17kW (23hp) 増加し、また、燃費も5%向上した。また、組み合わせられるトランスミッションも新設計のGM 4L60-Eを用いた。
- 1995年4月 - 発売。
- 1996年6月 - シリーズIIがマイナーチェンジし、楕円形のサイドウインカーや内装の小変更、V6 L67ターボエンジンの搭載が行われた。このエンジンは出力が165kW(221hp)で、V8エンジンとの出力差はわずか3kW(4hp)であった。このモデルは、シンガポール及びマレーシアではオペル・カレーとして販売された。このモデルにはステーツマンのフロントグリルと、オペルの2.6L 直6エンジンが採用された。また、このモデルはトヨタ・レクセンとして販売された最後の車両であり、レクセンも1997年まで販売された。そして、1997年をもってトヨタ自動車とホールデンのバッジエンジニアリングは終了した。
- 1997年8月 - 生産が終了された。

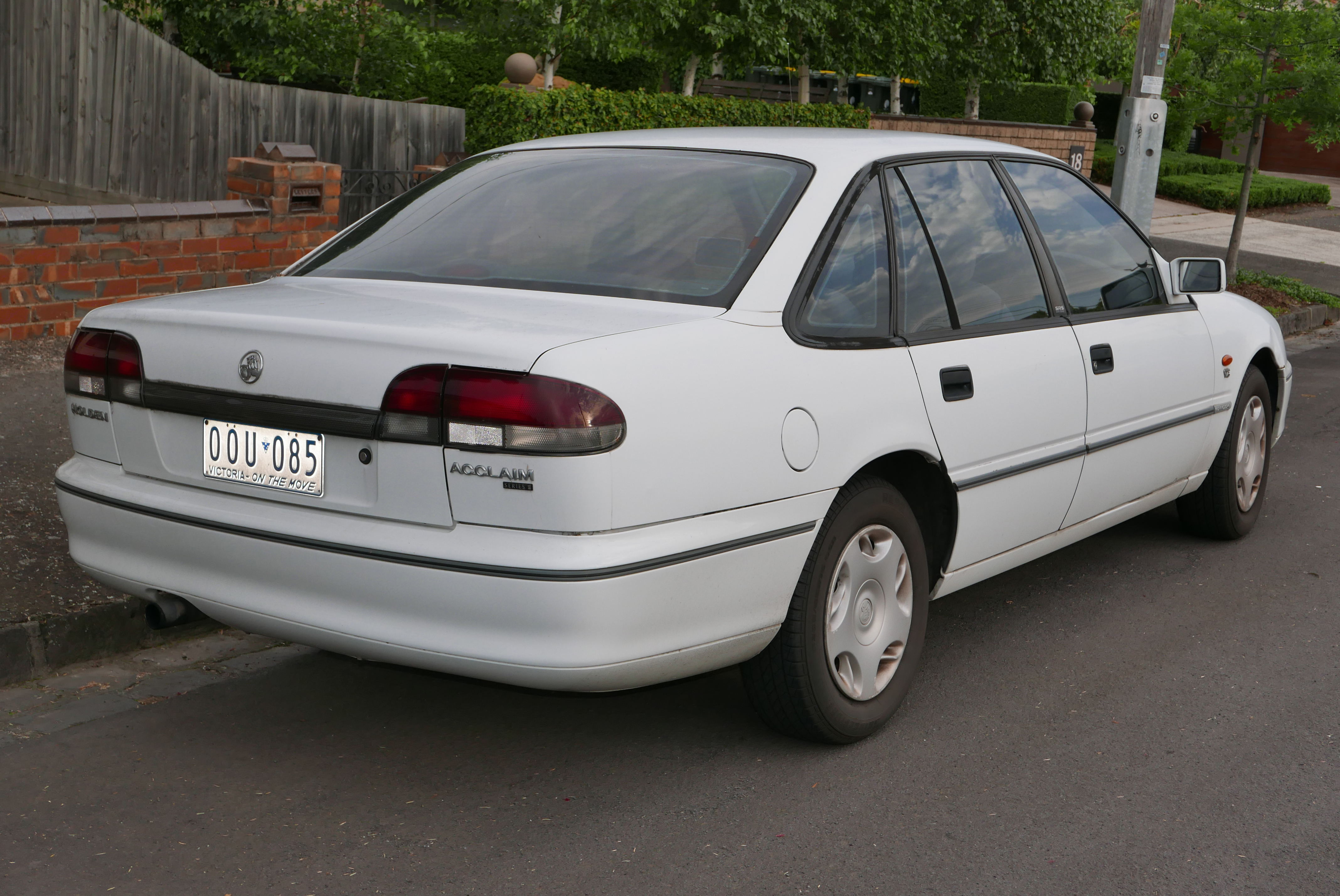
セダン（リア）
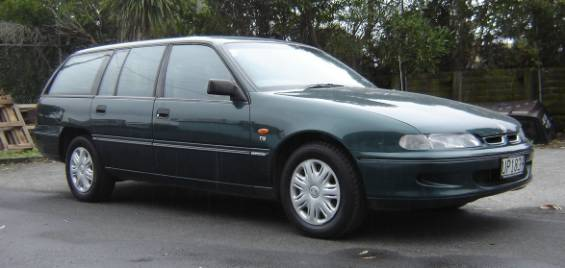
ワゴン
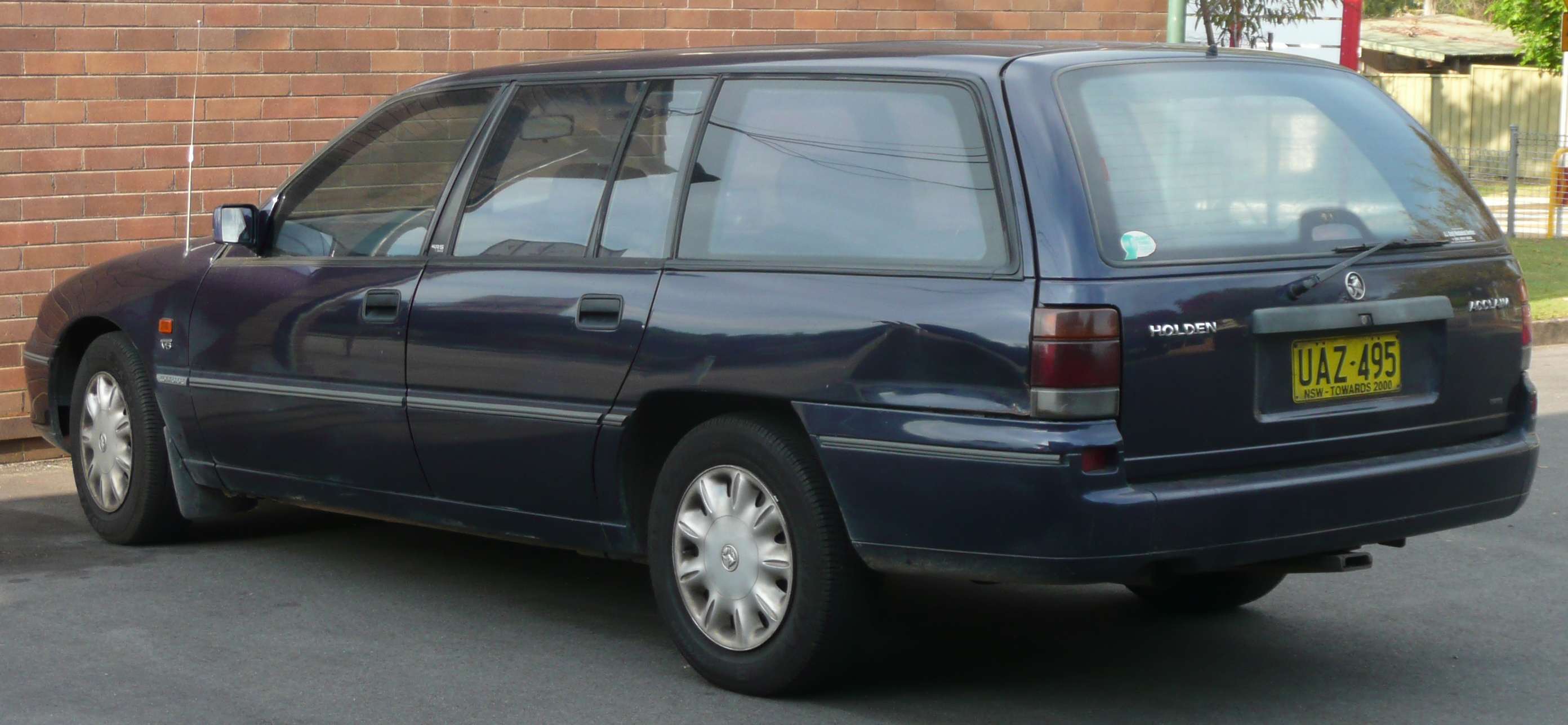
ワゴン（リア）
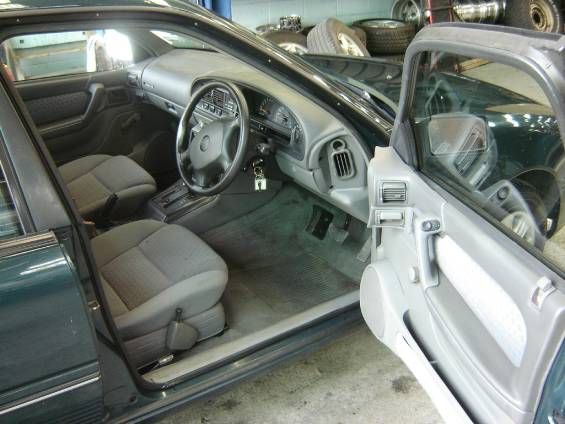
インテリア

### 3代目（1997年 - 2006年）

#### VT
2代目同様フルサイズセダンであった。オペルのプラットフォーム（Vプラットフォーム）が用いられた。
なお、当初は3代目にモデルチェンジせずに、2代目モデルにオペル・オメガBのエンジンおよびトランスミッションを用いることが考えられていた。
デザインは、先代モデルよりもさらに流線形になり、出力も向上されたほか、ボディ剛性や衝突安全性も改善された。
アメリカでも、GMがビュイックブランドとしてコモドアを販売する計画があり、GMから開発費の援助がされた。その後、1996年にビュイック・XP2000という名称のコンセプトカーがアメリカ国内で公開された。しかし、VTコモドア発売直前にこの計画は中止された。ただし、ホールデンは左ハンドル仕様のVTコモドアをシボレーブランドのルミナとして、インドシナ及び中東で、また右ハンドル仕様の同VTコモドアを南アフリカで販売した。
- 1997年8月 - フルモデルチェンジし、この年コモドアでは4回目となるホイールズマガジン誌のカーオブザイヤーに選ばれた。当時、ライバルモデルのフォード・ファルコンの販売が不振だったため、大ヒットし、コモドア史上最大の販売台数を記録した。さらに、このモデルはオーストラリアで最も売れたモデルとなっている[2]。
- 1999年 - 小変更が行われ、VTコモドア シリーズIIとして販売が開始された。シリーズIIは新型のアメリカ製V8 5.7Lエンジンの搭載などが行われた。
- 2000年10月 - 生産が終了された。

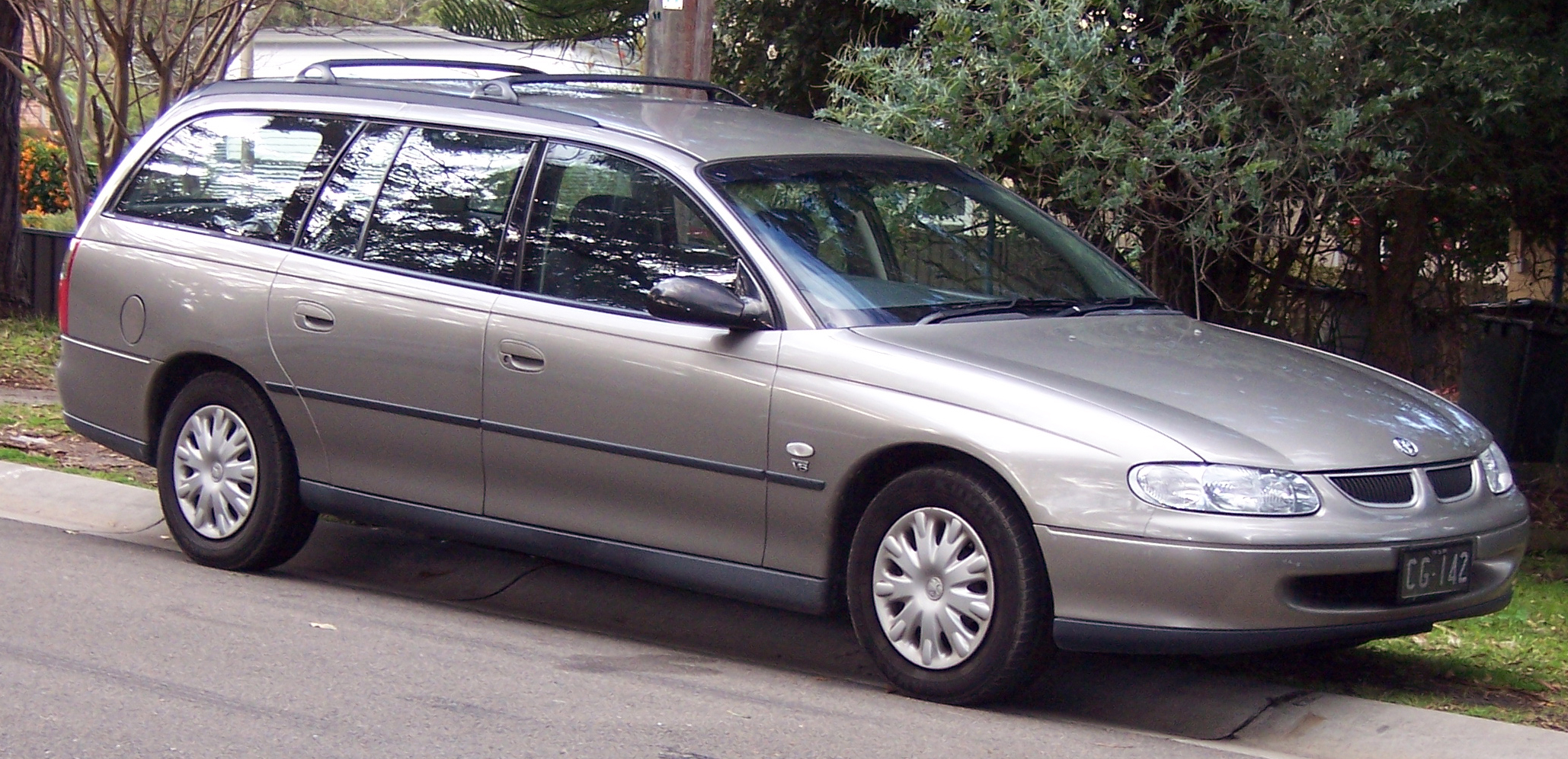
ワゴン

#### VX
2000年10月にVTコモドアのマイナーチェンジモデルとして生産が開始された。
主な変更として、エクステリアデザインの変更と、衝突安全性の向上がなされた。
エクステリアデザインの変更としては、おもにヘッドランプの変更などが行われた。また、セダンのテールランプについては、バリーナセダンとカレーセダンは左右のライトが続いており、他のグレードは2つに分離していた。
また、安全面についてはボッシュ製5.3Lエンジン搭載車にはABSがオーストラリア車で初めて標準装備となり、マニュアル車にはトラクションコントロールシステムが装備できた。衝突安全性については、側面からの衝突安全性を向上するため、Bピラーの改良がおこなわれた。
エンジンについては、ビュイック製V6 3.8L ECOTECエンジンの出力を152kW (204hp) に向上させ、燃費についても3から4%解向上させた。また、シボレー製のV8 5.7L Generation IIIエンジンは出力が225kW (302hp) に向上された。
グレード構成はエクゼクティブ、アクレイム、S、SS、ベルリーナ、カレーの6構成であった。
2001年8月にはサスペンションなどの小変更が行われ、先代同様VXコモドア シリーズIIとして販売が開始された。
その後、2002年9月に生産終了した。

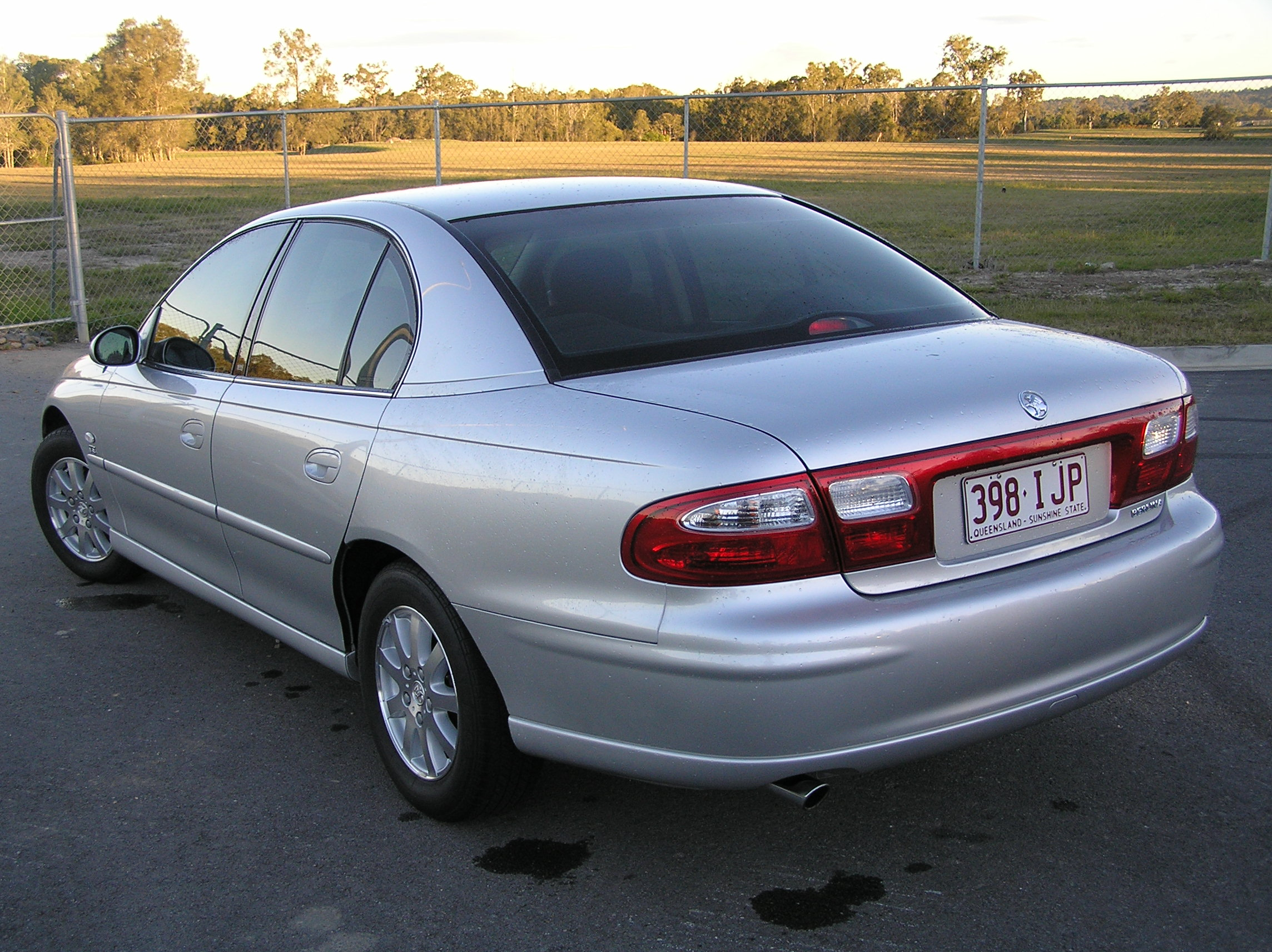
リア（バリーナ/カレー）
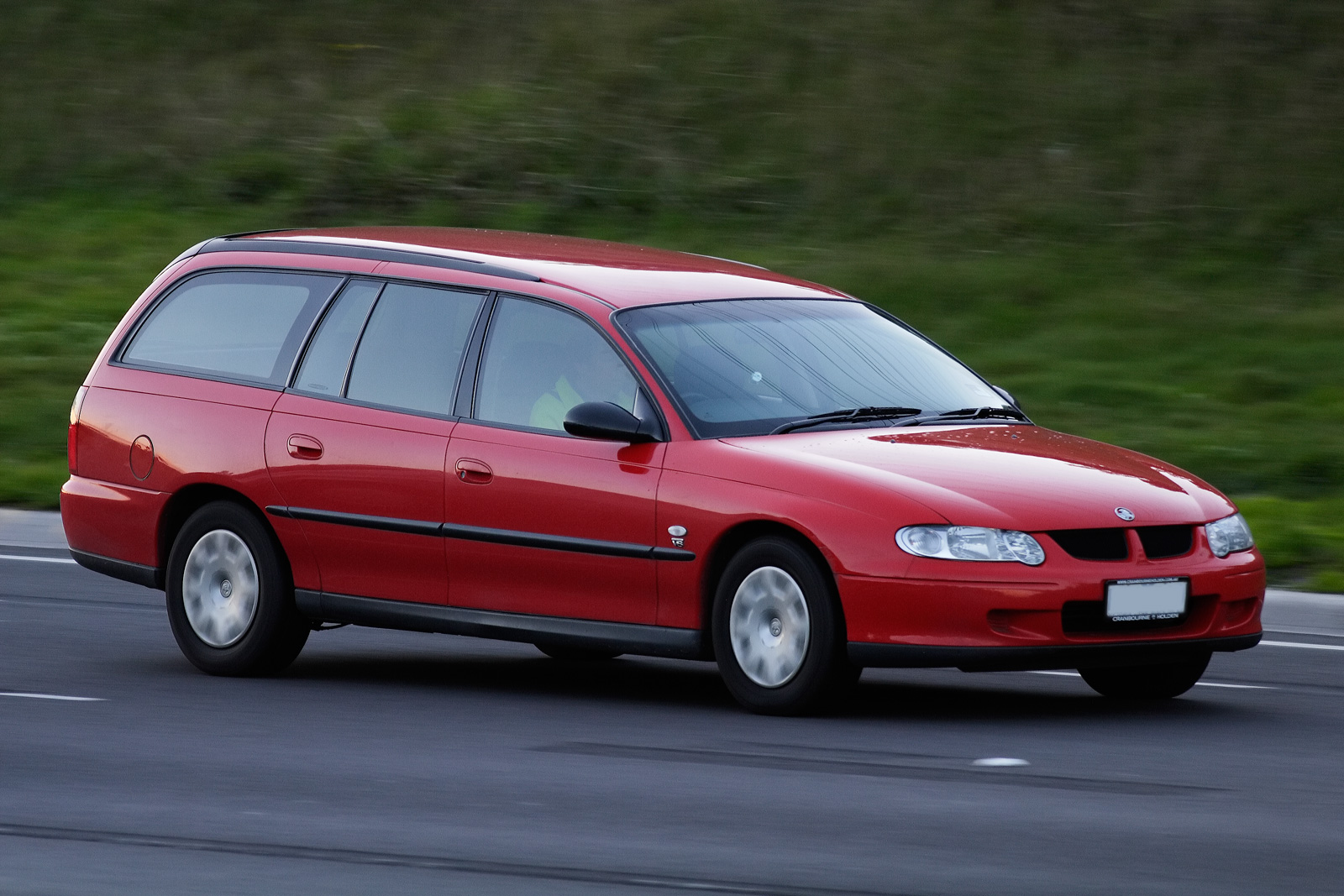
ワゴン
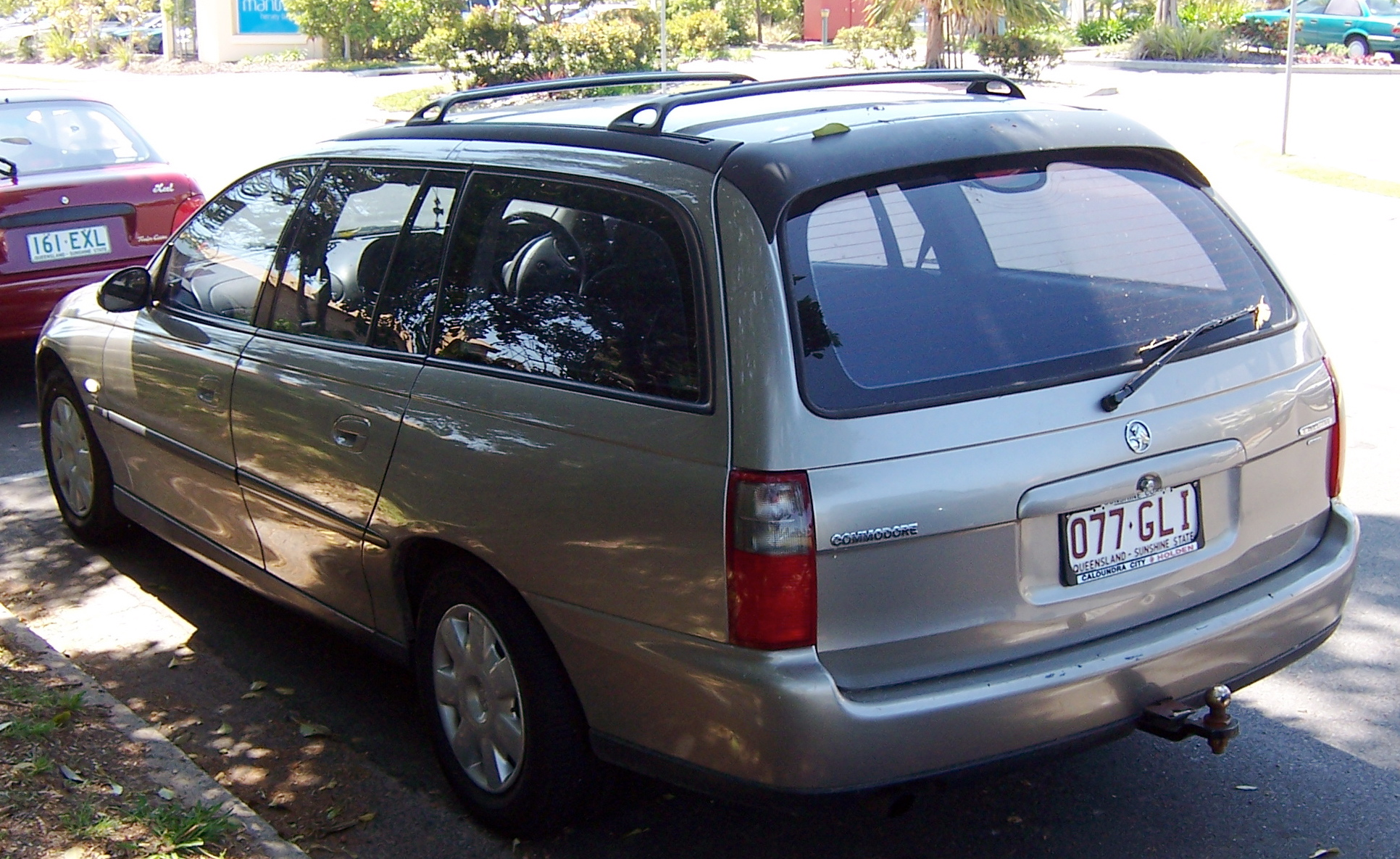
ワゴン（リア）
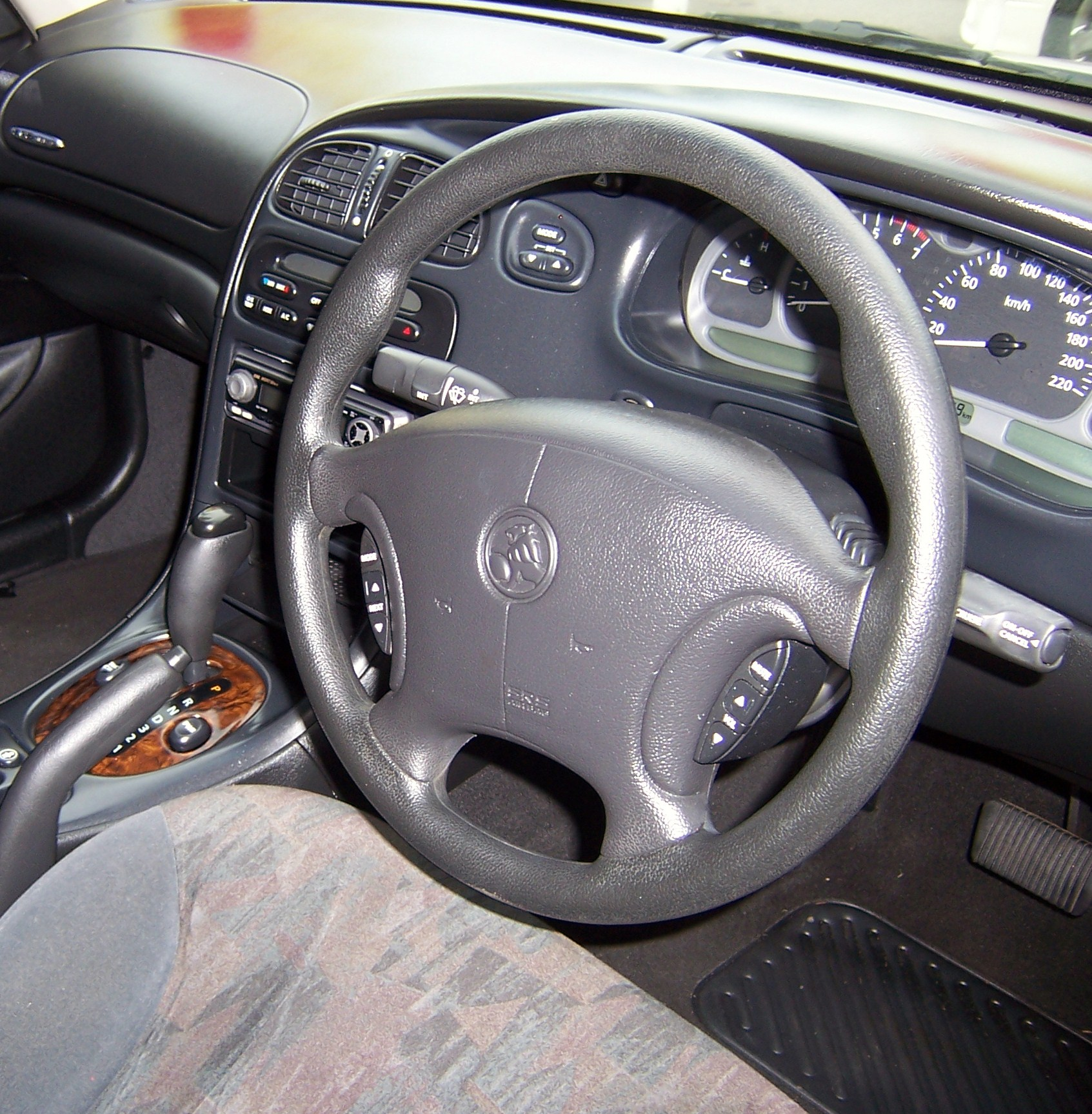
インパネ

#### VY
2002年9月に生産が開始された、VXコモドアのマイナーチェンジモデルである。
先代よりも安全性やエンジンの性能、パワートレイン、ハンドリングなどが向上され、さらに、エクステリアについてはフロントグリルのほか、ヘッドライト、テールライトのデザインが変更され、前後のデザインが大幅に変更された。また、センターコンソールやホイールのデザインなども変更された。
グレード構成は、エクゼクティブ、アクレイム、ベルリーナ、カレー、S、SV8、SSの7構成で、新グレードのSV8は、SとSSの中間グレードであった。
2003年8月にはシリーズIIが発売され、クルーズコントロールやフロントパワーウィンドウなどが追加され、インテリアトリムのデザインも変更された。
その後、2004年8月には生産が終了された。

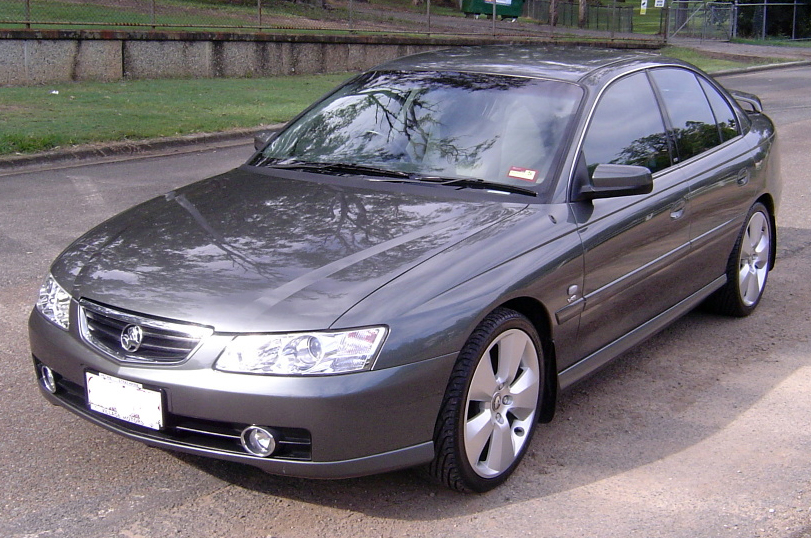
セダン
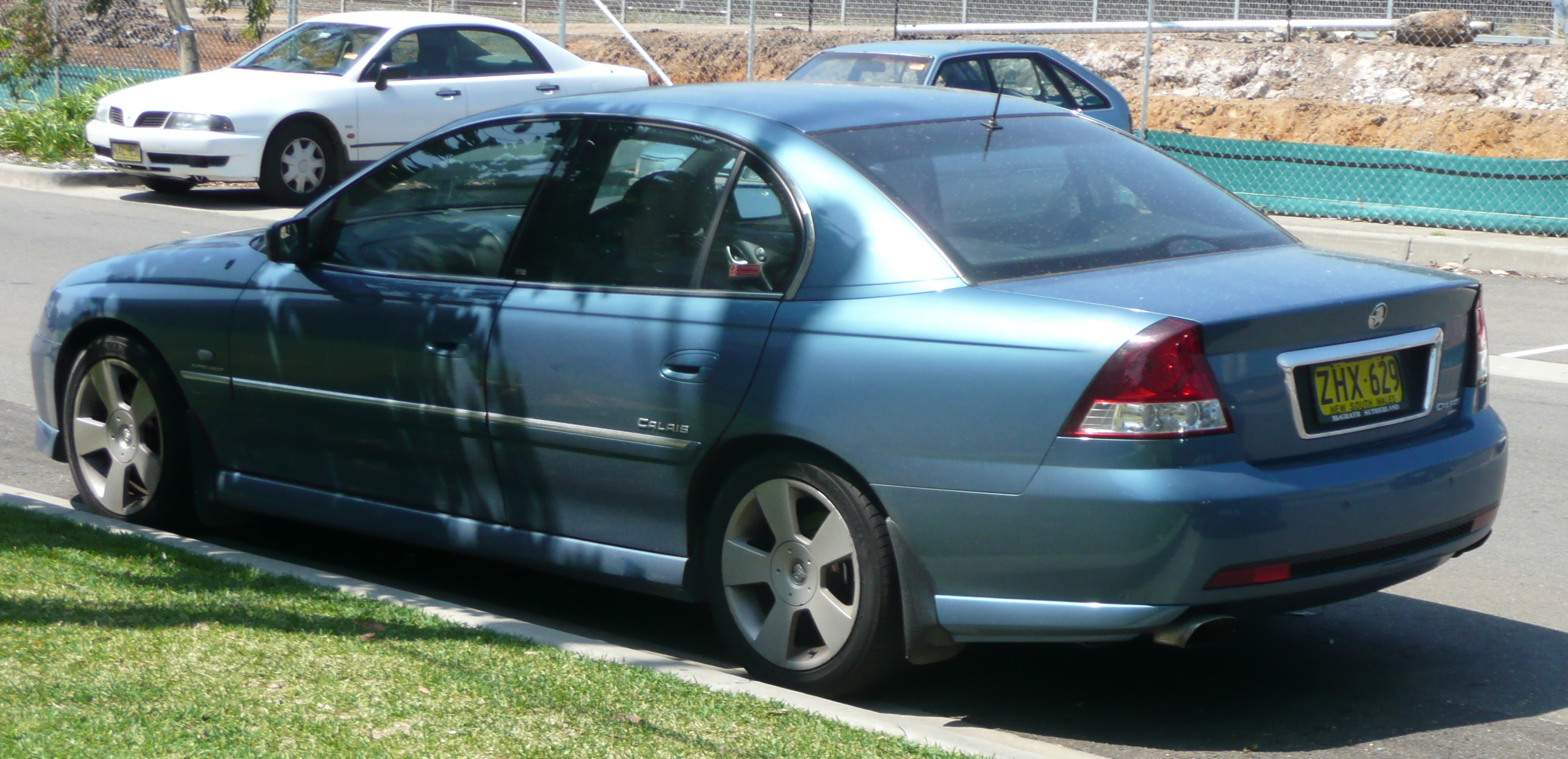
リア
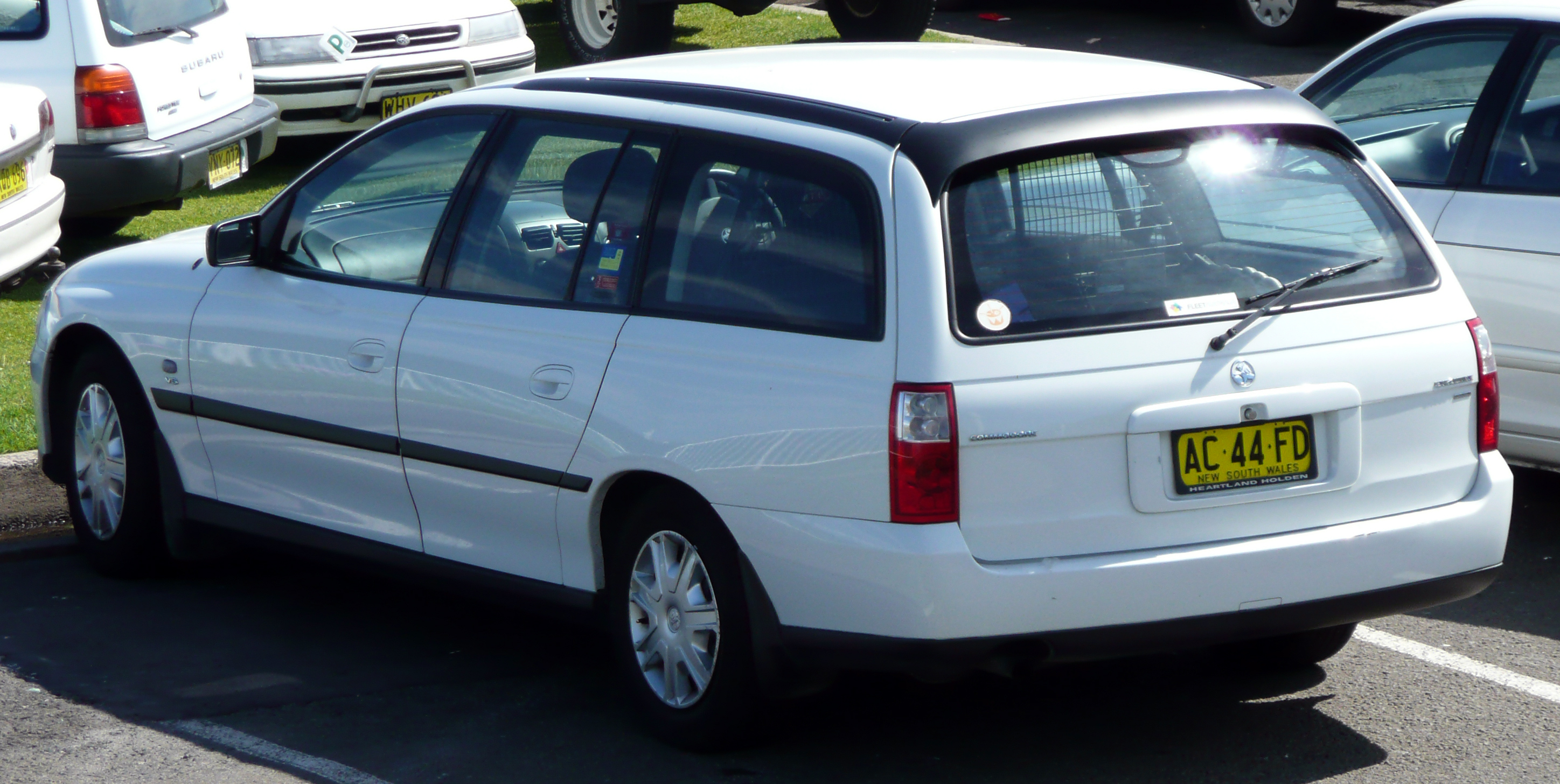
ワゴン（リア）
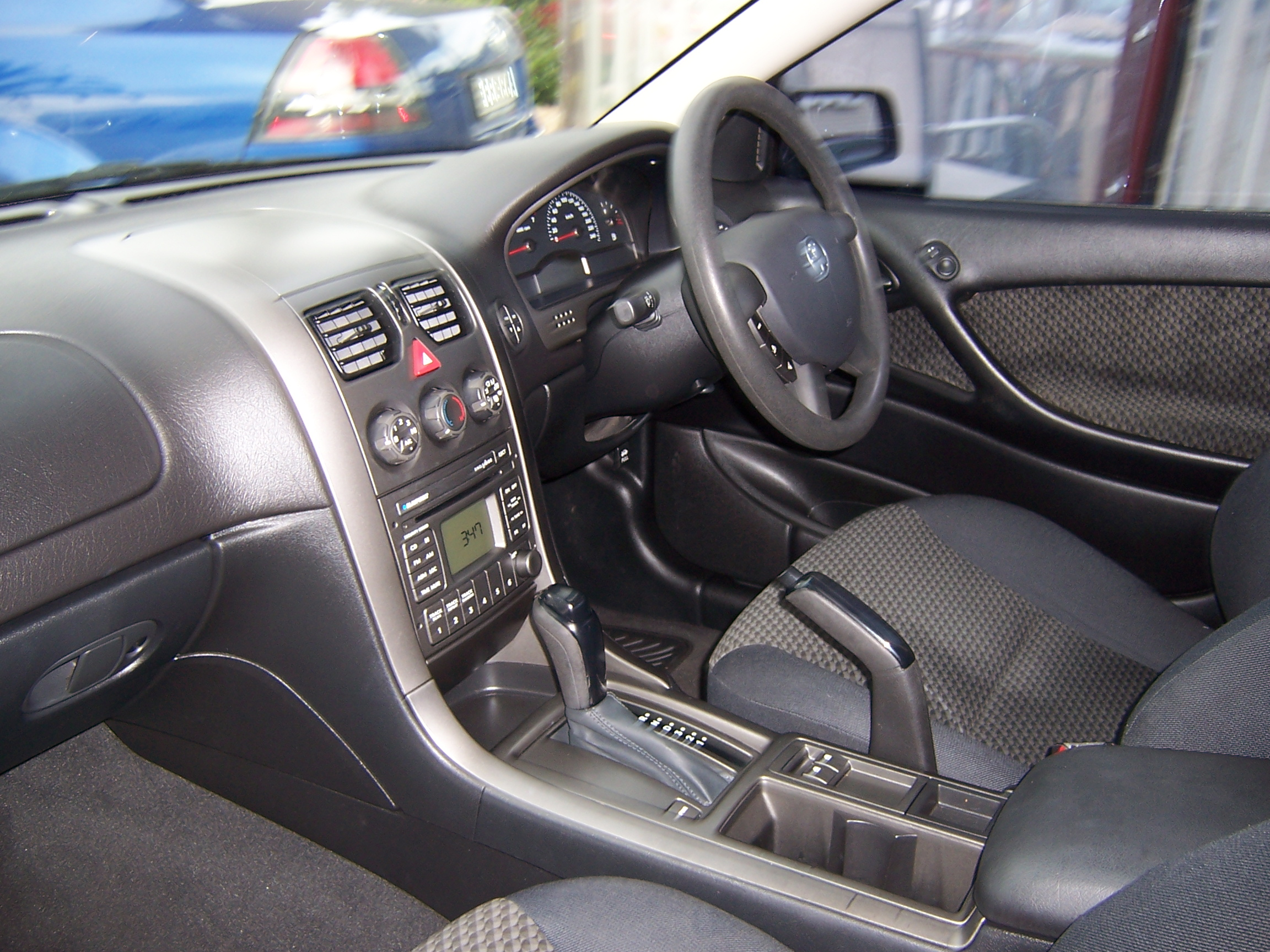
インパネ

#### VZ
2004年8月にVYコモドアのマイナーチェンジモデルとして生産が開始された、3代目コモドア最後のモデルである。
エンジンは、V6 3.8L ECOTECエンジンに代わって、出力、燃費が向上した175/190kWの新型V6 3.6L Alloytecエンジンが搭載され、2006年1月1日からのユーロ3に適合した。また、V8 6L L76エンジンも搭載された。
グレード構成は、エクゼクティブ、アクレイム、ベルリーナ、カレー、SV6、SV8、SSの7構成で、新グレードのSV6はスポーツモデルの最安価版であった。また、アクレイムとエクゼクティブのグレード名の利用はこのモデルで終了した。
このモデルでは改良版のシリーズIIが発表されなかったが、2006年1月には細部の変更が行われた。
また、小型車人気による大型車のシェア減少や、原油高に加え、フルモデルチェンジを間近に控えていたこともあり販売台数は振るわなかった。
2006年8月にはセダンが生産終了となり、そして1年後の2007年9月6日にはワゴンも含めて完全に生産が終了された。

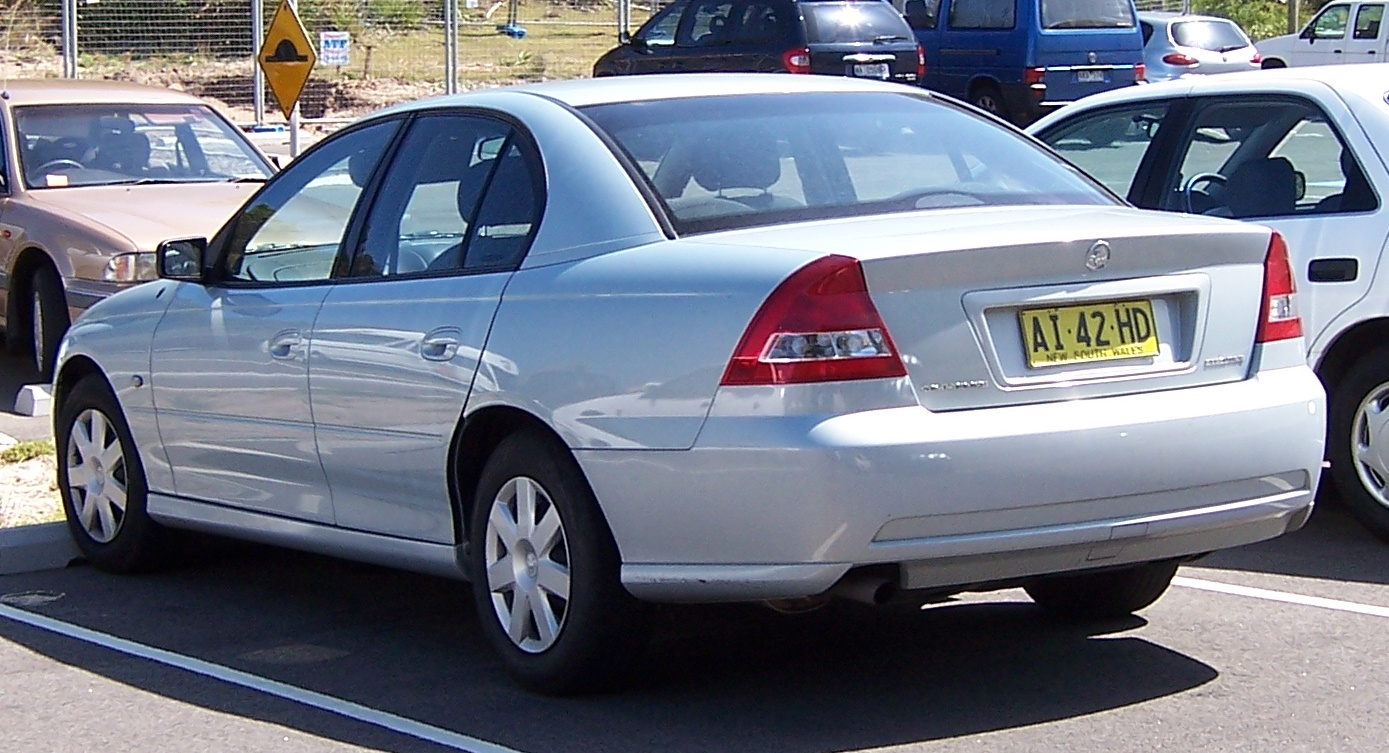
リア
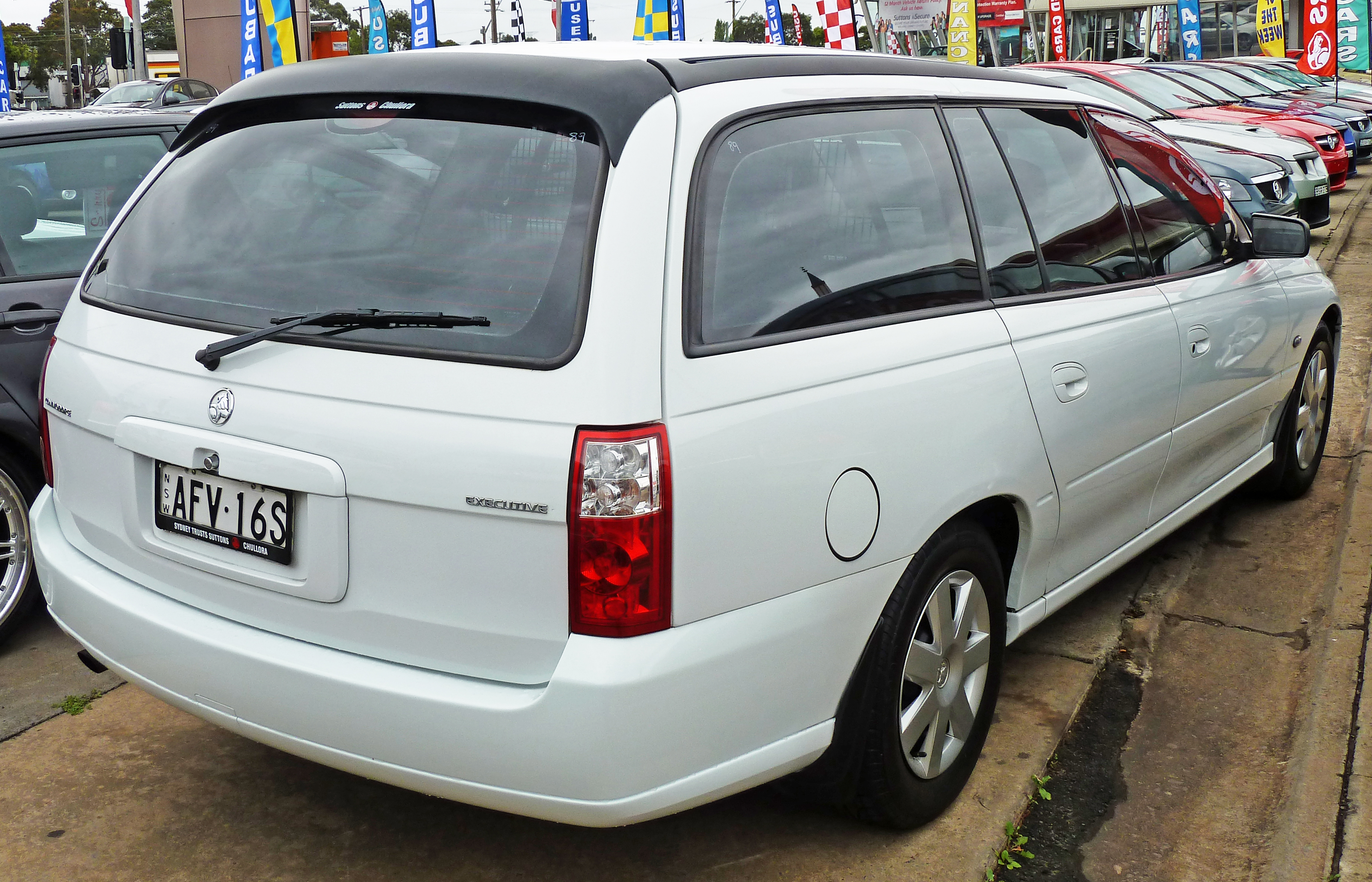
ワゴン（リア）
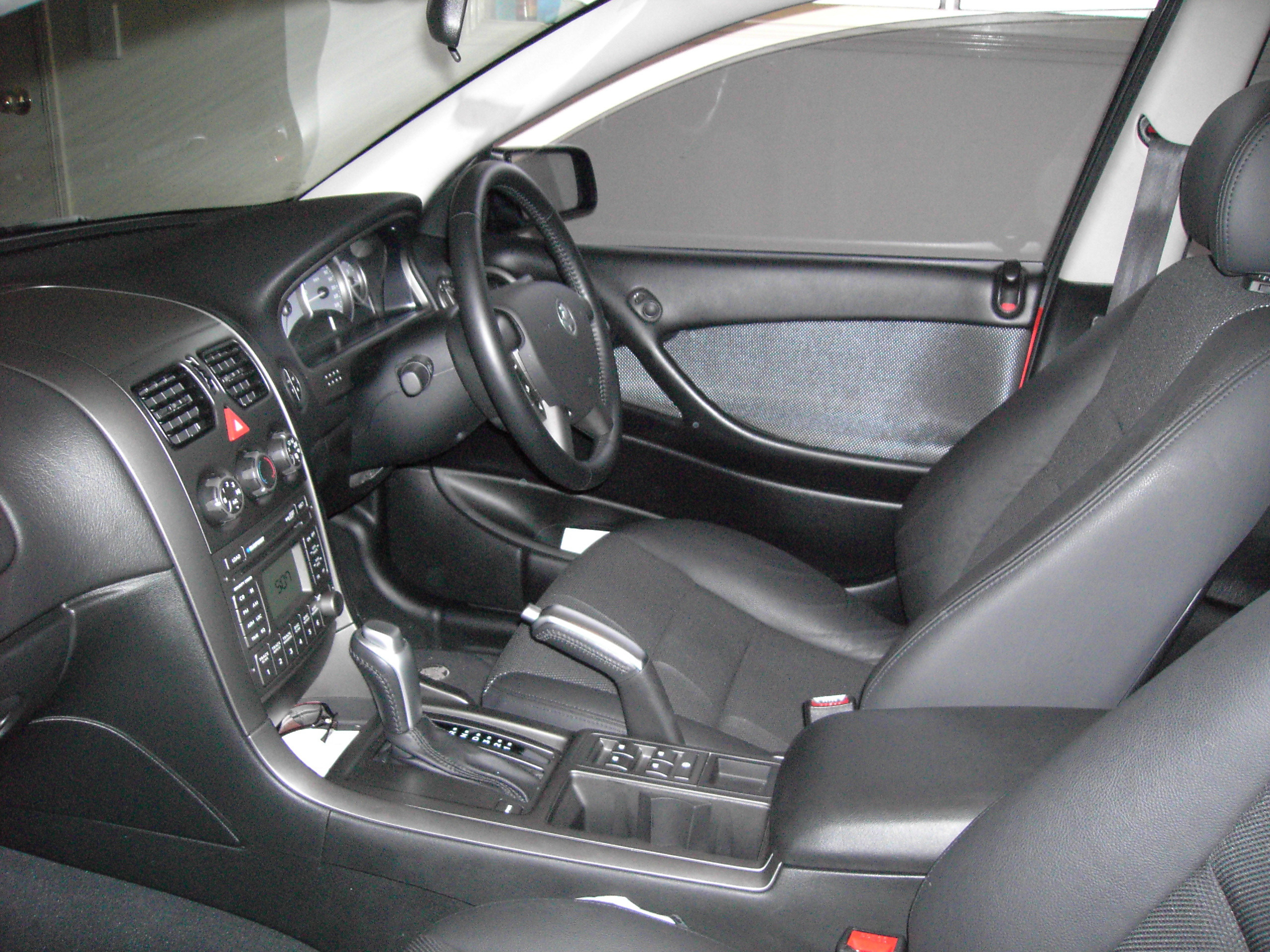
インテリア

### 4代目（2006年 - 2017年）

#### VE
コモドア4代目のモデルで、これまでのモデルのベース車であったオペル・オメガが生産終了となり、GMの別のFRプラットフォームのシグマプラットフォームも使用時にコストがかかることなどを理由に完全な独自生産モデルとなった。なおこのモデルのために開発されたプラットフォームはゼータプラットフォームと呼ばれる。
このモデルの開発計画は1999年から存在しており、販売までの7年間で10億オーストラリア・ドル以上の開発費用が費やされ、340万km以上の走行テストが行なわれた。ホールデンのエクステリアデザインマネージャーであるピーター・ヒューズが、当時のホールデンのデザインディレクターのマイケル・シムコーが作成したスケッチをもとに2次元イメージを作成した。販売されるモデルはテールライトなどの形状はこのイメージから変更されたが、基本的な部分は受け継がれた。さらに、販売2年前には、シドニーのオーストラリア国際モーターショーにおいて、VEコモドアのプレビューモデルであるコンセプトカーのトラナTT36が発表された。ステアリングや窓、ハンドブレーキレバーなどはこのモデルのものが使われた。
このモデルのバッジエンジニアリング車は、中東、南アフリカ市場ではシボレー・ルミナ、ブラジル市場ではシボレー・オメガ、英国市場ではボクスホール・VXR8として販売された。アメリカ市場でも当初はポンティアック・G8として販売されたがポンティアックの廃止に伴い一旦販売終了し、後にシボレー・SSとして再上陸を果たしている。
グレード構成は、オメガ（Omega ）、SV6、SS、ベルリーナ（Berlina ）、カレー（Calais ）の5構成で、新グレードのオメガについてはエクゼクティブおよびアクレイムの後継的な位置づけである。
エンジンについては基本的に先代からのキャリーオーバーであり、2006年10月にはLPGとガソリンのフレックス燃料車が追加された。LPG価格はガソリンよりも安価で、2,000オーストラリア・ドルの税金優遇もあったが、出力は180kW(240hp)から175kW(235hp)に、トルクも330N·m(243lb·ft)から325N·m(240lb·ft)に低下し、燃費も悪化している。
また、エンジンの配置については当初フロントアクスル後方に配置する予定であったが、衝突安全性などについても考慮され、バッテリーなどエンジンの一部がフロントアクスル前方に配置され、さらに燃料タンクの位置もリアアクスル前方再配置したため前後の重量配分が50:50となった。しかしANCAPの正面衝突テストでは先代モデルよりも低い評価を受けた。
- 2006年7月13日 - 生産が開始。
  - 7月16日 - メルボルンで発表された。
  - 9月 - ロングホイールベース版である、WMステーツマンとカプリスが登場した。
- 2007年 - コモドアで5回目となる「ホイールズ カーオブザイヤー」を受賞した。
- 2008年 - 後半にシートベルトなどの改良で、5つ星を獲得した。
  - 7月 - しばらく先代VZモデルが併売されていた5ドアのワゴンモデルが新型モデルに切り替わった。ワゴンモデルはこれまで商用車としてのイメージが強かったことやSUV人気の影響などで、よりスポーティーにデザインされ、名称も「コモドア・スポーツワゴン」とされた。
- 2009年9月 - 改良でオメガとベルリーナは3.0Lのガソリン直噴エンジン(SIDI)に、その他のV6エンジン搭載モデルは3.6LのSIDIに変更された。なおオメガとベルリーナのLPGモデルは引き続き3.6LのDual Fuelエンジンである。

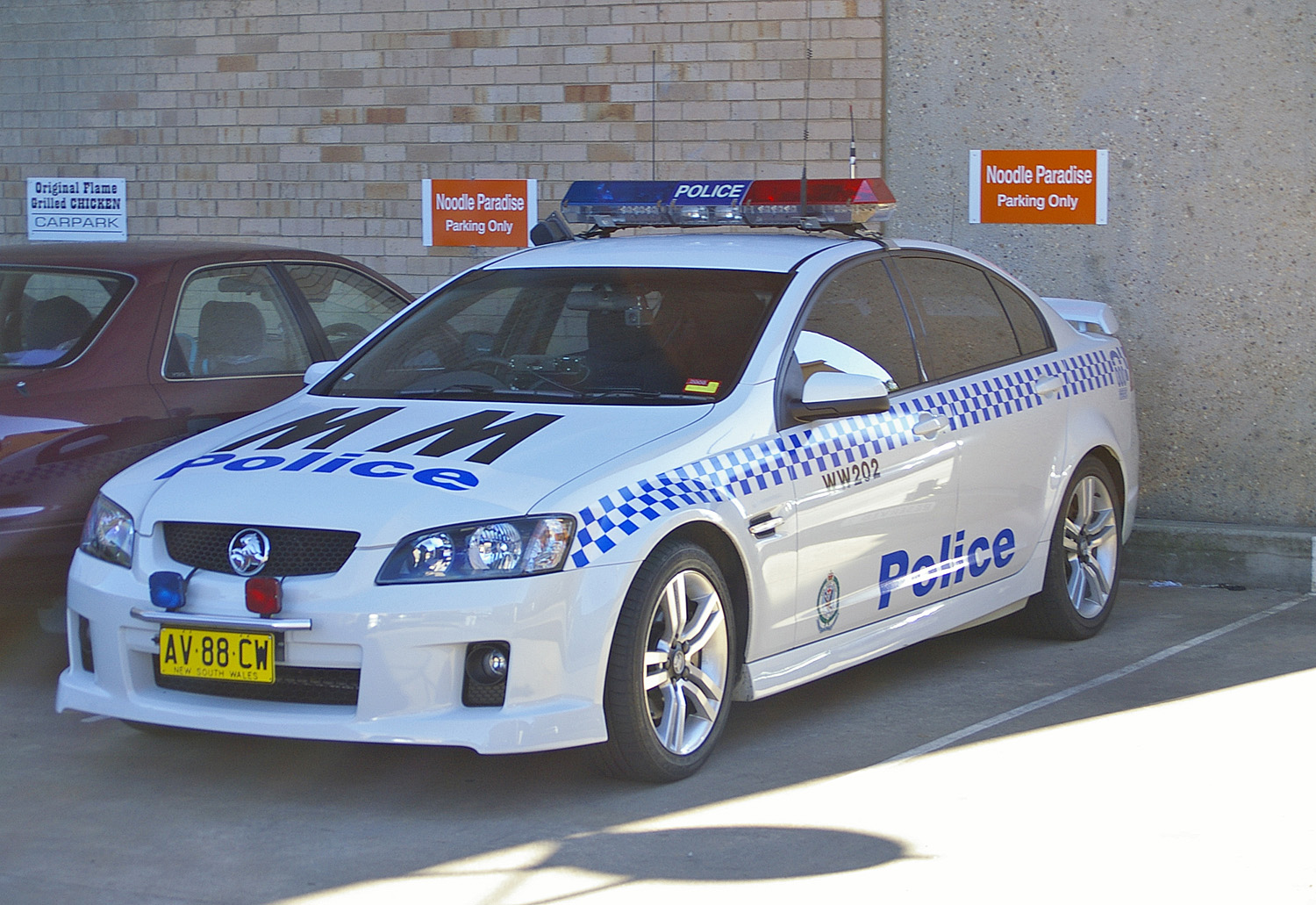
オーストラリア ニューサウスウェールズ州の警察が利用するVEコモドア・SS

#### VEシリーズII
- 2010年9月 - VEコモドアのマイナーチェンジモデルとして生産が開始された。外装デザインは、ヘッドライト、フロントグリルなどわずかな変更のみで、その他、3種のエンジンの内2種類がE85フレックス燃料に対応、「ホールデン・iQタッチスクリーン・インフォテインメントシステム」の採用などが主な変更点となっている。

#### VFシリーズ (2013年-2017年)

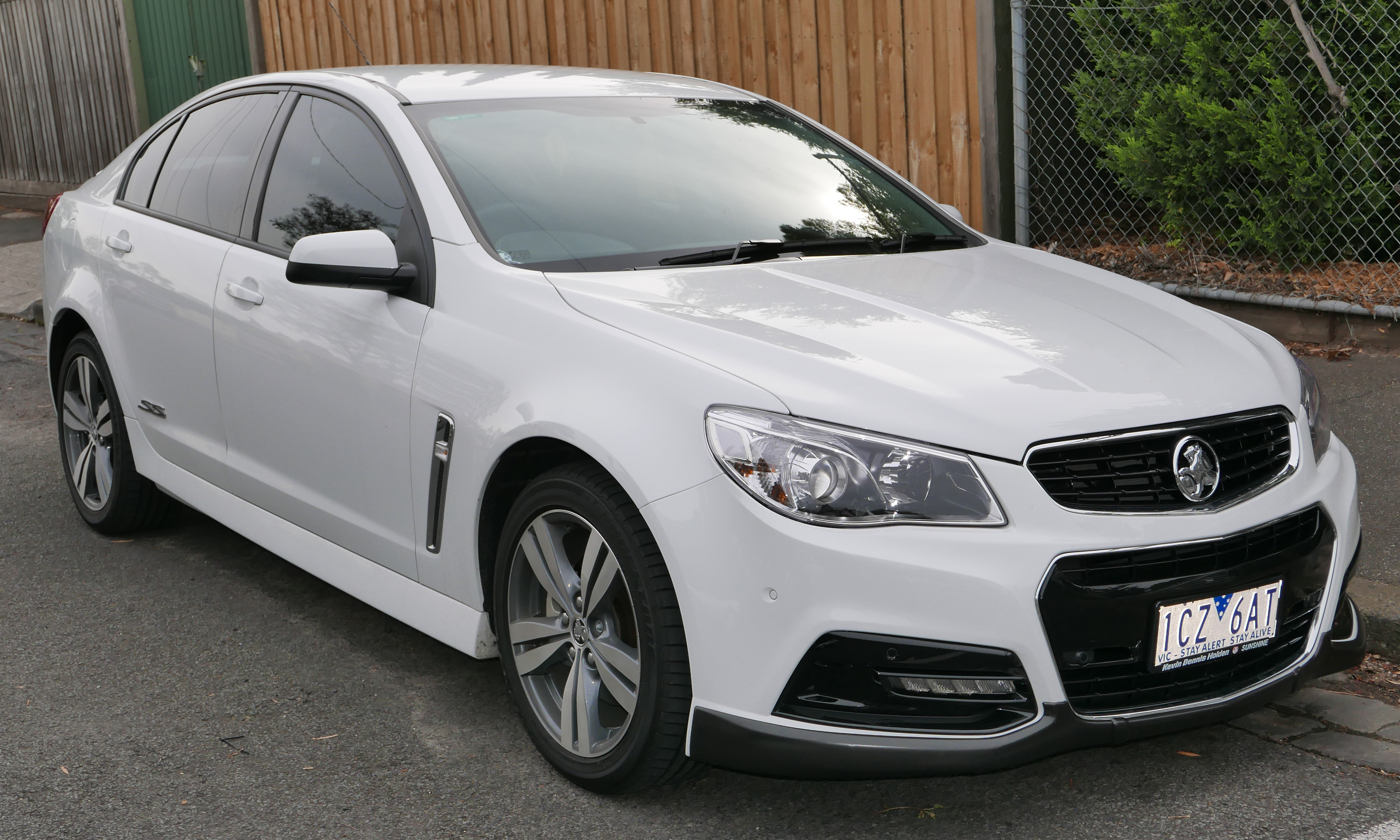
VFセダン（2014年）

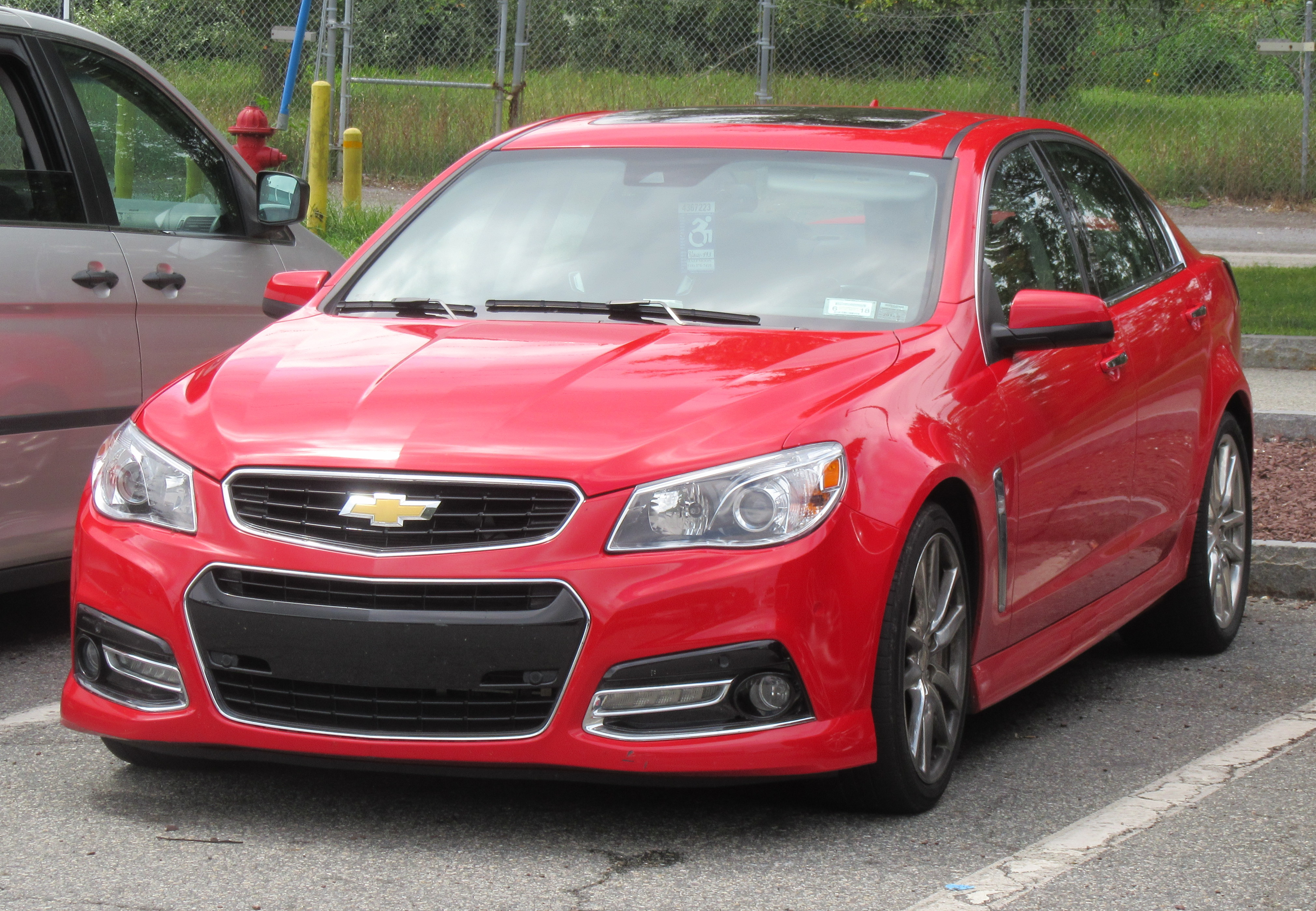
シボレー・SS

2013年2月10日にVEコモドアのビックマイナーチェンジモデルとして正式に発表され、5月20日から通常生産が開始された(ラインオフ1台目はPrussian Blue色のCalais V)。外装デザインは、フロント、リア共に新意匠となり見た目が一新しているが、ルーフ、ドア、ウィンドウ、ドアミラー、テールランプ(ワゴンのみ)はVEからのキャリーオーバーである。またホイールベース、トレッドもVEと同一。販売開始は6月から。
2014年から、同社の米国ブランドであるシボレー名義でも発売が開始された。名称はシボレー・SSで、NASCARのベース車両にもなった。
2017年10月、国内生産終了に伴い当シリーズの生産を終了。エリザベス工場における最終生産車両は赤のコモドアであった。

### 5代目（2018年 - 2020年）

#### ZB
国内生産されていた先代までに代わって、2代目オペル・インシグニア（インシグニアB）をベースとするため、駆動方式が歴代初のFF(E2XX)へと変わった。
ベースであるインシグニア自体にセダンの設定が無いため、インシグニアのグランドスポーツに相当する「リフトバック」がセダンの役割を担う。リフトバックの他、インシグニアのスポーツツアラーに相当する「スポーツワゴン」、インシグニアのカントリーツアラーに相当する「ツアラー」を用意する。
エンジンはオペル製2.0L・ガソリンターボ/コモンレールディーゼルの他、インシグニアには設定されないLGX型3.6L・V6も用意（ツアラーは3.6Lのみ）され、すべてのエンジンが8速ATないし9速ATと組み合わせられる。また、3.6Lはコモドア初となるAWDのみと組み合わせられる。
リフトバックの最上級グレードである「VXR」には20インチアルミホイールやブレンボ製ブレーキなどを装備する。
以上の経緯による車両の性質上の変化が影響し、売上が低迷したこと等の理由から、2019年12月10日に製造中止となることが決定した。

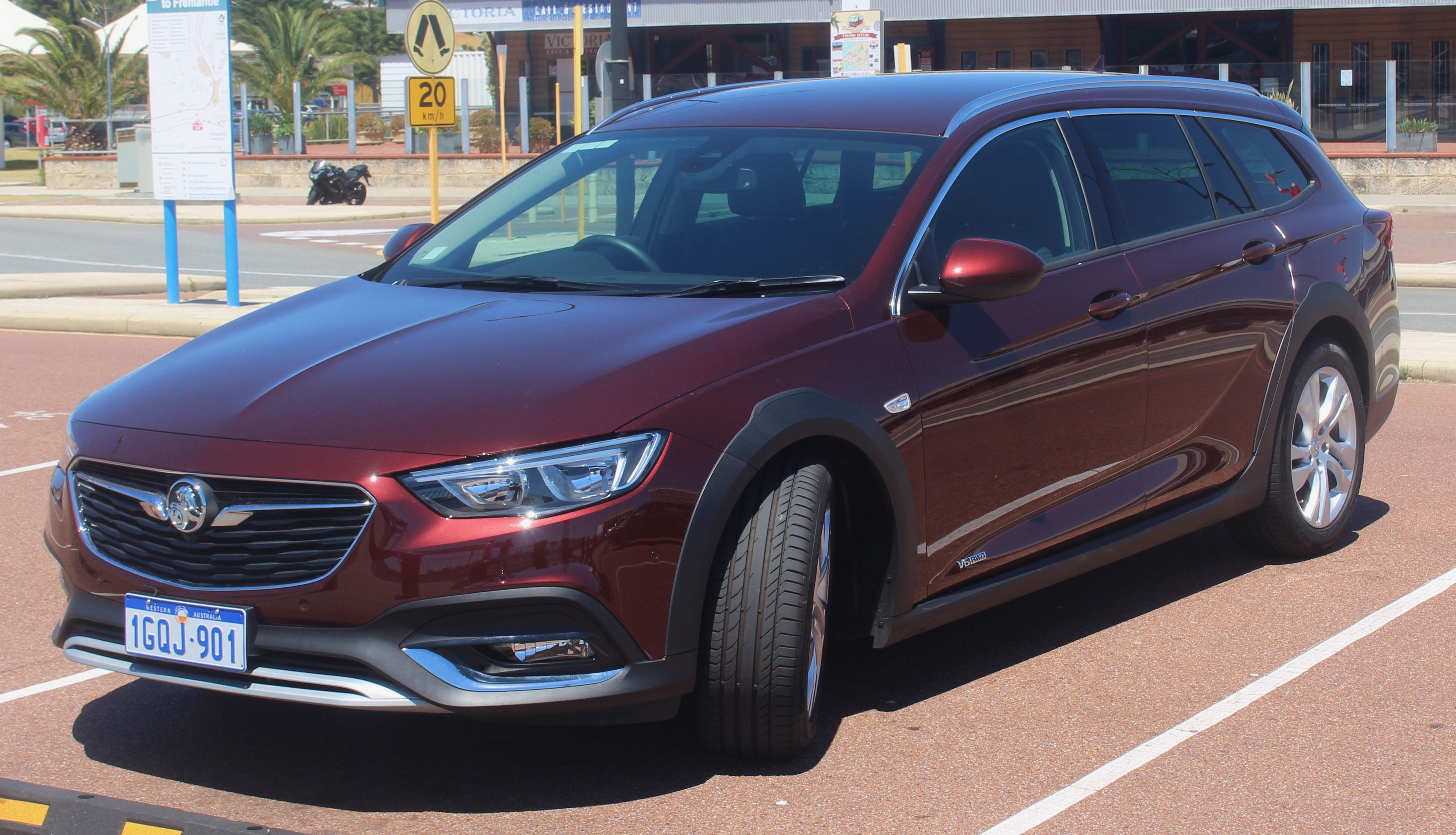
ツアラー　フロント
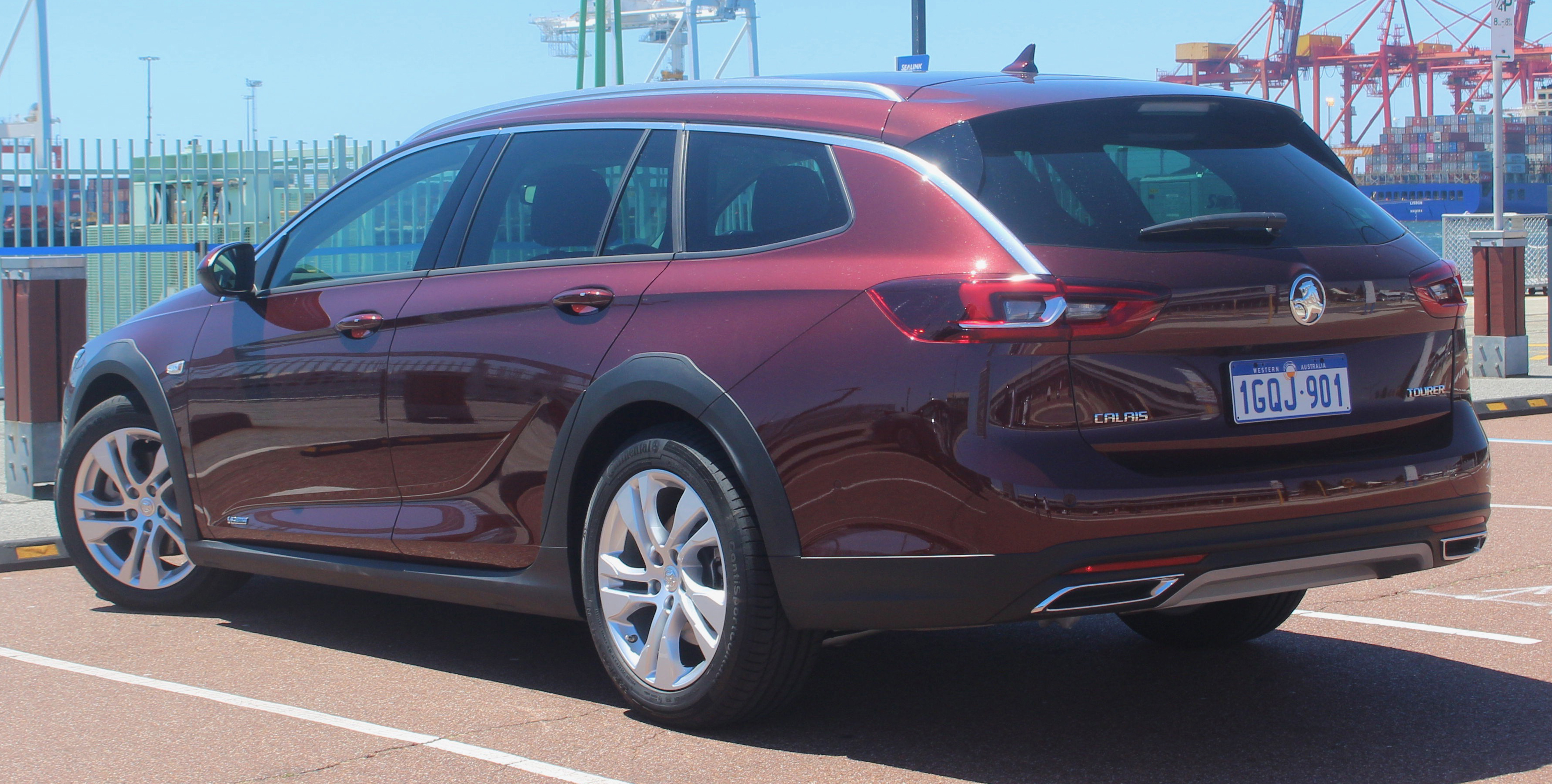
ツアラー　リア